# Петър Бомбов
Петър Иванов Бомбев е български адвокат и политик от БКП.

## Биогарфия
Петър Бомбев е роден на 26 декември 1911 година в град Варна, в средно селско семейство. Член е на БРП (т.с.) от 1940 година. В периода 1940 – 1943 г. е помощник в Окръжния комитет на партията. През 1943 година минава на работа в Отечествения фронт, като председател на партията. 
На 8 септември 1944 г. заедно с Георги Трайков и Вяра Македонска оглавява конституирания във Варна отечественофронтовски комитет в борбата му срещу хитлеризма и фашизма. Член е на Областния комитет на БКП във Варна от 21 ноември 1944 година, но е освободен от там на 4 април 1958 година. На същия ден е освободен и като председател на Окръжния народен съвет във Варна. Назначен е за търговски представител на България в ГДР.